# Фуруна
Фуруна је назив за врсту пећи. Најчешће је озидана циглом, али може бити и од других материјала. Има један отвор, ложиште, чија величина варира зависно од величине саме фуруне. Зидане фуруне се углавном користе за печење прасића, пилића и јагњића, а у фурунама већих димензија могуће је пећи и веће свиње, ћурке или овце. Такође се користе и за печење лепиња, а понекад се користе и за печење рибе.
Понекад се „фуруна” називају и мањи котлови за спољашњу употребу који су већином преносиви и метални, и могу се користити за печење паприке и кување пасуљ.
Фуруна се у Србији може срести под именом "Печењара", а у другим земљама под именом "oven" (за печење хлеба "Wood fired / bread oven" или за печење пице "pizza oven"). У Србији постоје две врсте фуруна. Прва има облик полулопте а друга облик полуваљка. Обе имају један улаз, кроз који у фуруну улази кисеоник, кроз коју се ложи ватра, кроз коју се избацује жар и убацује у фуруну месо или лепиње које се пеку. Фуруна има неколико отвора (рауле), чији је број из неког разлога непаран, из које излазе сагорели гасови. Некада, фуруне имају и оџак. У току печења, зависно од топлоте која је акумулирана у фуруни, рауле и оџак могу да се отворе или затворе како би се регулисало печење у фуруни. Материјал од кога се зида фуруна је ручно прављена цигла, или ћерпић (непечена цигла). Цигле фабричке производње нису погодне за израду фуруне.
Мале фуруне у облику бубња називају се бубњаре и служе за брзо грејање мањих просторија или припрему меса а највише за печење паприка за припремање ајвара.